# Куцокрил східний
Куцокри́л східний (Bradypterus lopezi) — вид горобцеподібних птахів родини кобилочкових (Locustellidae). Мешкає в Африці на південь від Сахари. Виділяють низку підвидів.

## Підвиди
Виділяють дев'ять підвидів:
- B. l. lopezi (Alexander, 1903) — острів Біоко;
- B. l. manengubae Serle, 1949 — гора Маненгуба[en] (західний Камерун);
- B. l. camerunensis Alexander, 1909 — південний захід Камеруну;
- B. l. barakae Sharpe, 1906 — схід ДР Конго, Уганда і Руанда;
- B. l. mariae Madarász, 1905 — західна і центральна Кенія, північна Танзанія;
- B. l. usambarae Reichenow, 1917 — від південно-східної Кенії до північного Мозамбіку і північного Малаві;
- B. l. ufipae (Grant, CHB & Mackworth-Praed, 1941) — південний схід ДР Конго, південно-західна Танзанія, північна Замбія;
- B. l. granti Benson, 1939 — південь Малаві і гора Чіперон[en] (північний Мозамбік);
- B. l. boultoni Chapin, 1948 — Ангола.

## Поширення і екологія
Східні куцокрили живуть в гірських тропічних лісах і чагарникових заростях. Зустрічаються на висоті від 1700 до 2400 м над рівнем моря.